# Sancho al IV-lea al Navarei
Sancho al IV-lea (n. 1039 – d. 4 iunie 1076, Peñalén⁠(d), Erriberagoiena⁠(d), Navarra, Spania), supranumit și Sancho cel Nobil, a fost regele Navarei din 1054 până în 1076. El a fost fiul cel tânăr și moștenitorul lui Garcia Sancez al III-lea al Navarei și a soției sale, Estefania.
La vârsta de 14 ani, Sancho a fost proclamat rege în tabăra câmpului de luptă, unde tatăl său fusese ucis în bătălia de la Atapuerca. Mama lui Sancho servit ca regent,  rămânând fidelă dorințelor soțului ei și continuând sprijinul mănăstirii fondate la Nájera. Împreună cu unchiul său, Regele Ramiro de Aragon, el l-a forțat pe al-Muqtadir, conducătororul de Zaragoza, să se supună și să plătească tribut.
El a fost în permanent conflict cu Castilia, culminând în așa-numitul război al celor Trei Sanchos (1067-1068). Cu ani înainte, tatăl lui Sancho a reușit să-și păstreze o serie de terenuri de frontieră, inclusiv Bureba și Alta Rioja, care a fost susținut de către Ferdinand I de Castilia. Fiul lui Ferdinand, Sancho al II-lea cel Puternic a încercat să recucerească aceste terenuri pentru împărăția lui. Confruntându-se cu o invazie a vărului său castilian Sancho, navarezul Sancho a cerut ajutorul vărului său, Sancho de Aragon. Însă forțele lor au fost învinse de către Sancho cel Puternic și comandantul suprem El Cid, unde Sancho a pierdut Bureba, Alta Rioja, și Álava, care i-au revenit lui Sancho de Castilia.
El a fost asasinat în Peñalén, căzând pradă unei conspirații condusă de fratele său, Ramon și sora sa, Ermesinda. În timpul unei vânători, Sancho a fost împins de pe o stâncă de către frații lui. După asasinarea sa, Navara a fost invadată și în cele din urmă împărțită între Sancio de Aragon și al treilea văr al său, Alfonso al VI-lea al Leonului și Castiliei. Alfonso a ocupat La Rioja și Sancho a fost proclamat rege în Pamplona.